# Zwarte zee-eend
De zwarte zee-eend (Melanitta nigra) is een vogel uit de familie van de eendachtigen (Anatidae). De wetenschappelijke naam van de soort werd in 1758 als Anas nigra gepubliceerd door Carl Linnaeus.

## Veldkenmerken
Het mannetje van de zwarte zee-eend is de enige eend die geheel zwart is. Het vrouwtje is donkerbruin. De soort lijkt op de nauw verwante grote zee-eend, maar deze laatste soort is zwaarder en groter, en het vrouwtje van de grote zee-eend heeft witte vlekken op de wangen die ontbreken bij het vrouwtje van de zwarte zee-eend.

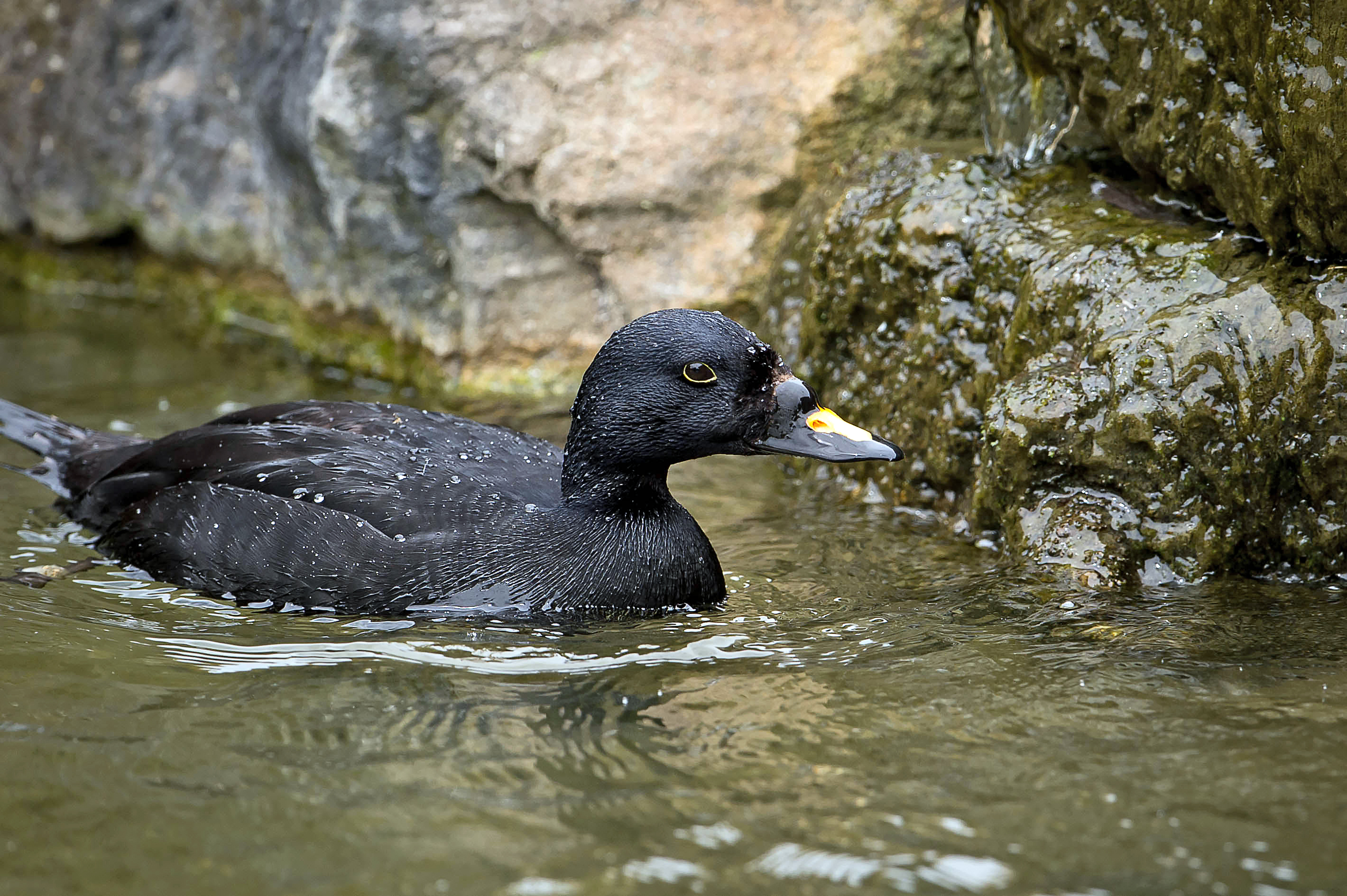
Zwarte zee-eend, mannetje
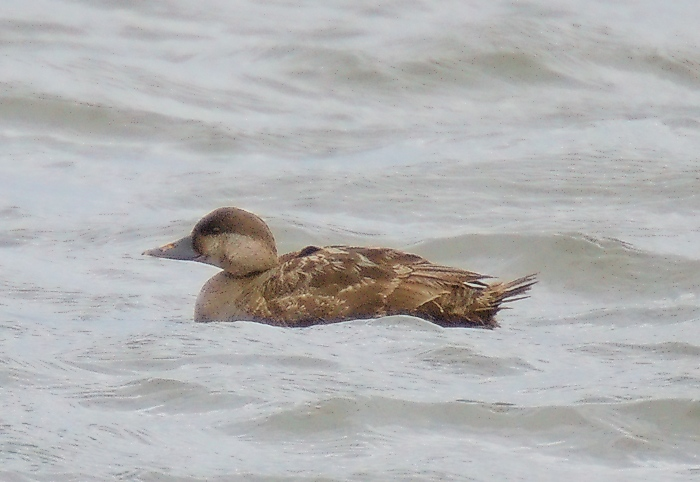
Zwarte zee-eend, vrouwtje

## Voorkomen en leefgebied
Zwarte zee-eenden komen voor als broedvogel in Noord-Europa en Noord-Azië, waar ze broeden in zoetwatergebieden zoals meren en moerassen, vooral in Rusland en noordelijk Scandinavië. Buiten broedtijd verblijven ze op zee, langs de kust. De soort is een wintergast in West- en Centraal-Europa. In Nederland is de zwarte zee-eend een doortrekker en wintergast in groot aantal. Vooral ten noorden van de Waddeneilanden verblijven vaak groepen van duizenden vogels.
Het voedsel van de zwarte zee-eend is dierlijk, vooral mosselen en andere schelpdieren.

## Taxonomie
Van de zwarte zee-eend worden geen ondersoorten onderscheiden, maar vroeger was dat niet zo. Toen werd de Amerikaanse zee-eend (Melanitta americana) ook wel beschouwd als een ondersoort van de zwarte zee-eend.

## Status
De grootte van de populatie is in 2006 geschat op ruim één miljoen volwassen vogels. Op de Rode lijst van de IUCN heeft deze soort de status niet bedreigd.

## Video
- Zwarte zee-eend, mannetje